# Louis Dominique Cartouche
Louis Dominique Cartouche vlastním jménem Louis Dominique Garthausen, také známý jako Cartouche [kartuš] (1693 Paříž – 28. listopadu 1721 Paříž) byl francouzský zbojník, který údajně kradl majetek šlechtě a následně ho rozdával chudým v Paříži a okolí, během období regentství. 
Roku 1721 byl zatčen a popraven lámáním v kole.

## V kultuře

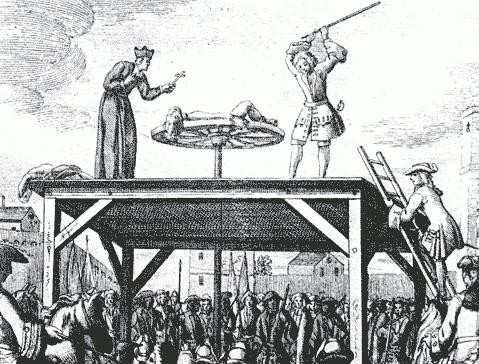
Poprava Cartouche roku 1721

O životě a činech Cartouche bylo napsáno množství balad, z čehož většina z nich patří do tzv. červené knihovny.
Postavu Cartouche zároveň proslavil i francouzskou-italský film Cartouche (1962).